# Beatrice Omwanza
Beatrice Omwanza (24 februari 1974) is een Keniaanse langeafstandsloopster, die zich in de marathon gespecialiseerd heeft.

## Loopbaan
Haar eerste succes behaalde Omwanza in 1998 door op de Keniaanse kampioenschappen de 3000 m steeple te winnen. In 1999 werd ze op de wereldkampioenschappen veldlopen (korte afstand) zesde. In 2003 won ze de marathon van Parijs in 2:27.44 en een jaar later verbeterde ze op de marathon van Berlijn haar persoonlijk record naar 2:27.19.
Op de wereldkampioenschappen van 2005 in Helsinki behaalde Betrice Omwanza op de marathon een 29e plaats, nadat ze het jaar tevoren de marathon van Turijn had gewonnen. In 2006 werd ze derde op de marathon van Madrid.
In Nederland is Omwanza geen onbekende. Zo nam ze in 2008 deel aan de 20 van Alphen. Aan het begin van de wedstrijd kon ze nog wel meekomen met de kopgroep, maar uiteindelijk moest ze de Ethiopische atletes Ayelech Worku en Mindaye Gishu laten gaan. Eerstgenoemde won de wedstrijd in 1:09.02, terwijl Beatrice Omwanza op iets meer dan een minuut (1:10.17) achterstand finishte.

## Titels
- Keniaans kampioene 3000 m steeple - 1998

## Persoonlijke records
| Onderdeel      | Prestatie | Datum             | Plaats    |
| -------------- | --------- | ----------------- | --------- |
| 5000 m         | 15.55,0   | 17 juni 2004      | Nairobi   |
| 10 km          | 32.56     | 9 juni 2007       | Oelde     |
| 15 km          | 50.28     | 2 april 2006      | Berlijn   |
| 20 km          | 1:07.52   | 2 april 2006      | Berlijn   |
| halve marathon | 1:11.15   | 7 april 2007      | Paderborn |
| 25 km          | 1:26.03   | 14 augustus 2005  | Helsinki  |
| marathon       | 2:27.19   | 26 september 2004 | Berlijn   |

## Palmares

### 10 Eng. mijl
- 1998:  Dam tot Damloop - 54.28

### 20 km
- 2008:  20 van Alphen - 1:10.17

### halve marathon
- 2002:  halve marathon van Parijs - 1:11.33
- 2002:  Route du Vin - 1:11.41
- 2002:  halve marathon van Lille (Rijsel) - 1:11.45
- 2003:  halve marathon van Chassieu - 1:12.49
- 2004:  Great Scottish Run - 1:11.58
- 2005:  halve marathon van Berlijn - 1:11.18
- 2005:  halve marathon van Paderborn - 1:11.32
- 2005: 4e halve marathon van Helsinki - 1:11.47
- 2006: 4e halve marathon van Berlijn - 1:11.35
- 2006:  halve marathon van Marrakesh - 1:11.56
- 2006:  halve marathon van Paderborn - 1:12.54
- 2007:  halve marathon van Paderborn - 1:11.15

### marathon
- 2002:  marathon van Reims - 2:35.36
- 2003:  marathon van Parijs - 2:27.43
- 2003: DNF WK
- 2004: 8e marathon van Los Angeles - 2:41.51
- 2004:  Karlstadt Ruhr marathon - 2:33.32
- 2004: 4e marathon van Berlijn - 2:27.19
- 2004: 5e marathon van Nairobi - 2:49.42
- 2005:  marathon van Turijn - 2:30.38
- 2005: 29e WK - 2:35.48
- 2005: 6e marathon van Tokio - 2:32.10
- 2006:  marathon van Madrid - 2:37.26
- 2006:  marathon van Nairobi - 2:39.07
- 2007:  marathon van Hamburg - 2:30.46
- 2008:  marathon van Wenen - 2:37.36

### veldlopen
- 1998: 6e WK veldlopen (korte afstand) - 12.47